# Marthod
Marthod est une commune française située dans le département de la Savoie, en région Auvergne-Rhône-Alpes.

## Géographie

### Localisation
Marthod est située dans le Val d'Arly à mi-chemin d'Ugine et d'Albertville, à peu près au centre géographique des deux Savoie, et se loge entre trois massifs : le Beaufortain, les Aravis et les Bauges.
Marthod fait partie des communes du parc naturel régional du Massif des Bauges.

### Communes limitrophes
Les communes limitrophes sont  Césarches, Mercury, Queige, Thénésol, Ugine et Val de Chaise.

### Hydrographie

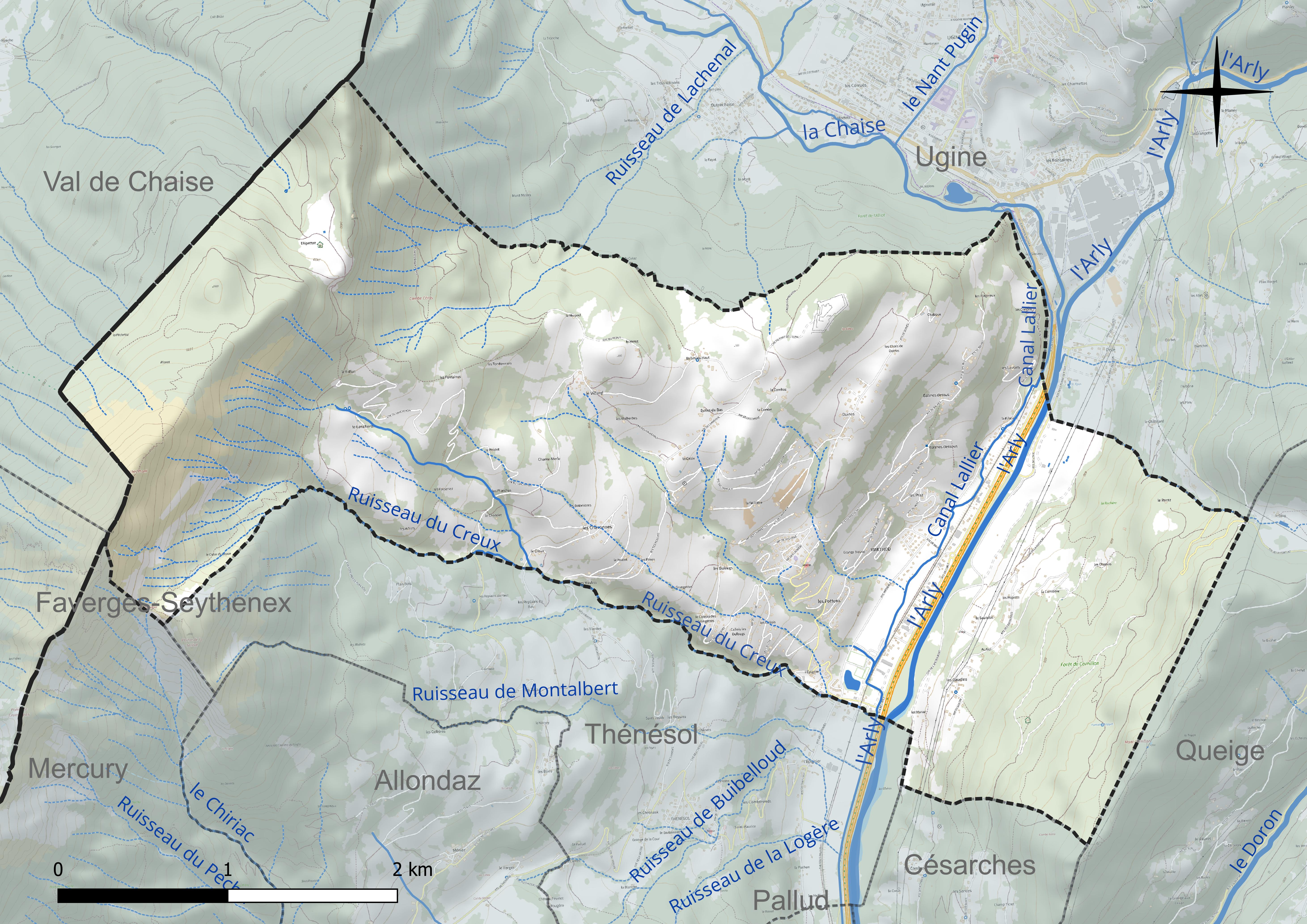
Carte du réseau hydrographique de la commune.

La commune est limitée au sud par le ruisseau du Creux un affluent de l'Arly, qui passe à l'est du territoire communal.
Plusieurs plans d'eau sont aménagés à Marthod et appréciés des pêcheurs.

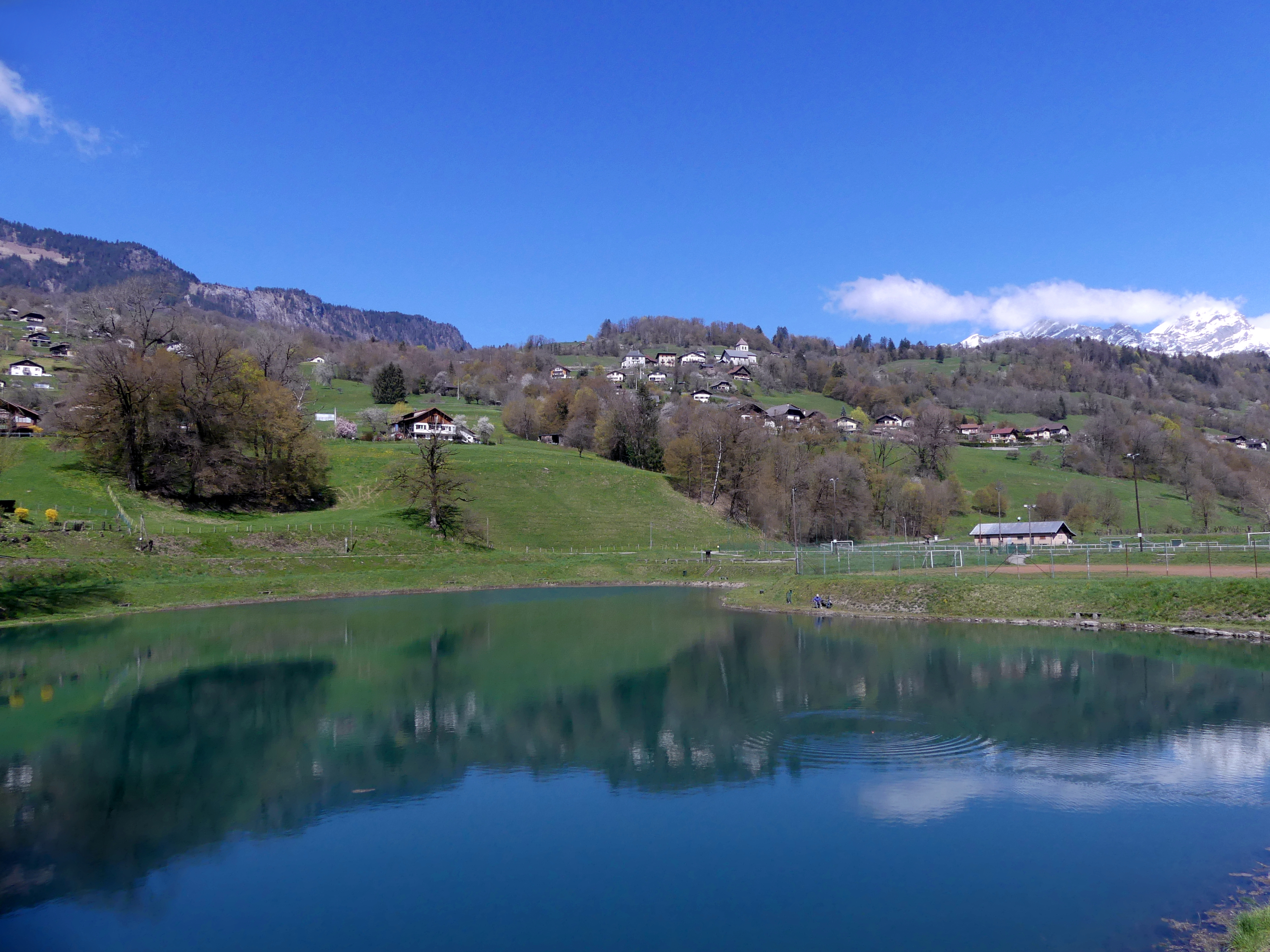
Plan d'eau au pied du village.

### Climat
Pour des articles plus généraux, voir Climat d'Auvergne-Rhône-Alpes et Climat de la Savoie.
En 2010, le climat de la commune est de type climat de montagne, selon une étude du Centre national de la recherche scientifique s'appuyant sur une série de données couvrant la période 1971-2000. En 2020, Météo-France publie une typologie des climats de la France métropolitaine dans laquelle la commune est exposée à un climat de montagne ou de marges de montagne et est dans la région climatique Alpes du nord, caractérisée par une pluviométrie annuelle de 1 200 à 1 500 mm, irrégulièrement répartie en été.
Pour la période 1971-2000, la température annuelle moyenne est de 10,3 °C, avec une amplitude thermique annuelle de 19 °C. Le cumul annuel moyen de précipitations est de 1 422 mm, avec 9,9 jours de précipitations en janvier et 9,2 jours en juillet. Pour la période 1991-2020, la température moyenne annuelle observée sur la station météorologique de Météo-France la plus proche, « Ugine », sur la commune d'Ugine à 3 km à vol d'oiseau, est de 11,6 °C et le cumul annuel moyen de précipitations est de 1 398,7 mm,. Pour l'avenir, les paramètres climatiques de la commune estimés pour 2050 selon différents scénarios d'émission de gaz à effet de serre sont consultables sur un site dédié publié par Météo-France en novembre 2022.

### Paysages

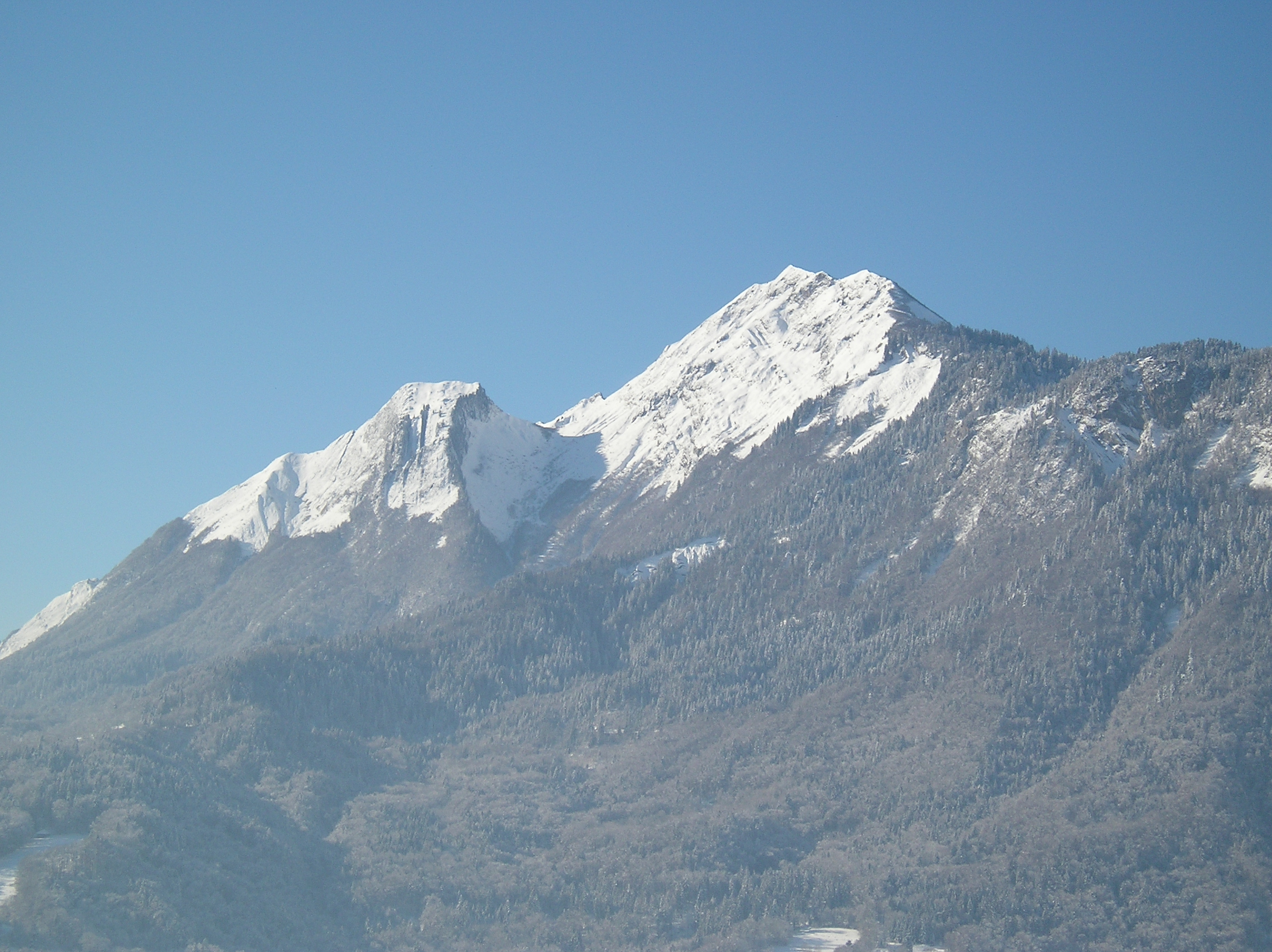
La Pointe de la Sélives (à gauche) et la dent de Cons, vues depuis le hameau de Mont-dessus à Ugine.

- La Dent de Cons (2 062 m) : sommet le plus oriental du massif des Bauges. Environ deux heures de marche depuis le parking dit des Rafforts, avec une vue sur le mont Blanc, les villes d'Albertville, Faverges-Seythenex, Ugine, la vallée de la Tarentaise, les massifs du Beaufortain, des Bauges des Aravis.
- Forêt de Cornillon (environ 1 000 m d'altitude) : sur le versant des Ratelières couvert par la forêt d'épicéa.

### Milieux naturels et biodiversité
La commune est située dans le parc naturel régional du Massif des Bauges et est concernée par sa zone naturelle d'intérêt écologique, faunistique et floristique (ZNIEFF) de type 2.
Les Pelouses sèches de Marthod et le Cours de l'Arly sont classées ZNIEFF de type 1. On trouve dans le secteur des Pelouses sèches de Marthod une orchidée protégée : l'Orchis punaise, ainsi que l'Ophioglosse (ou "Langue de serpent"), qui est une petite plante proche des fougères et est protégée en région Rhône-Alpes.

Carte des ZNIEFF de la commune
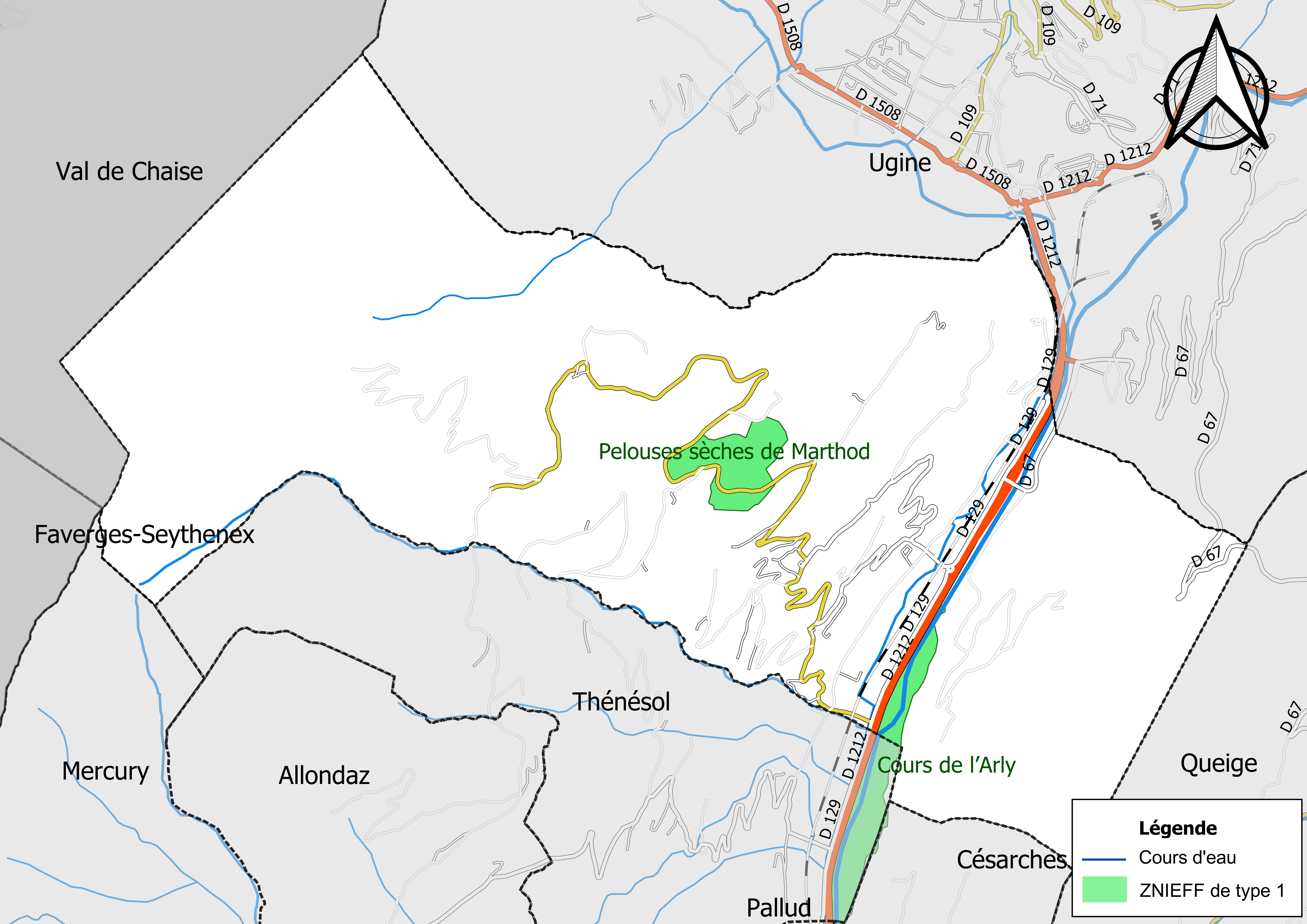
ZNIEFF de type 1.
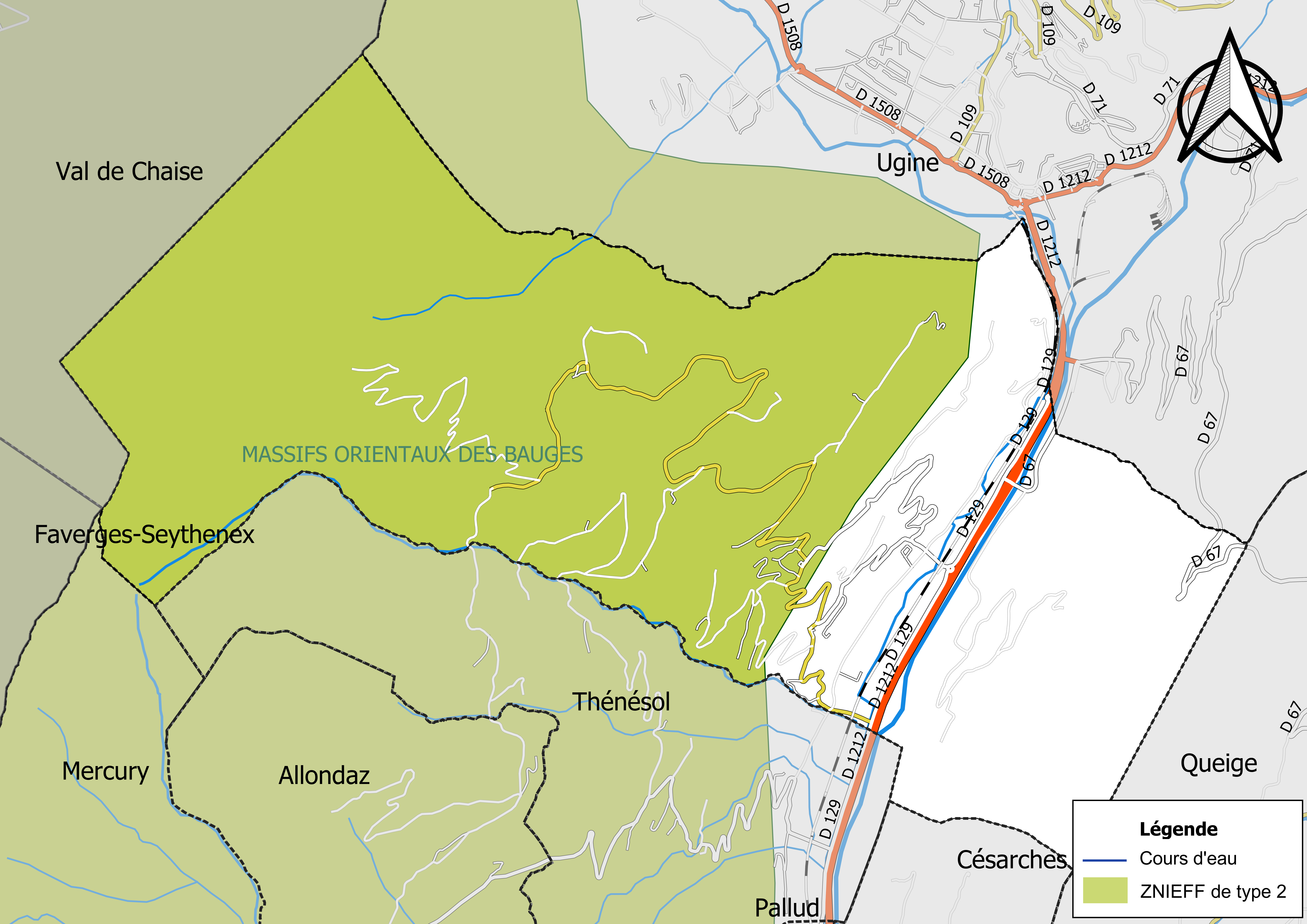
ZNIEFF de type 2.

## Urbanisme

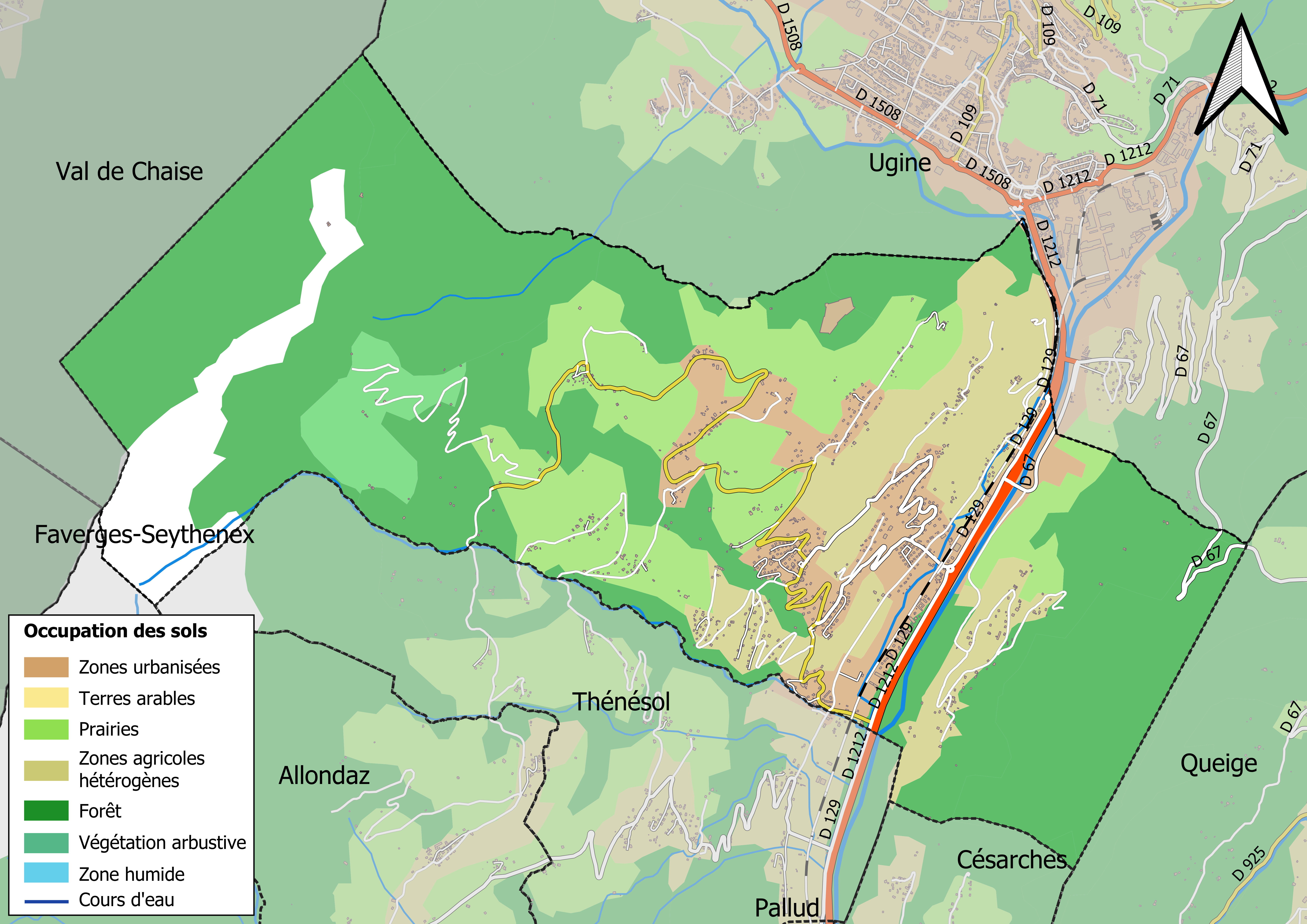
Carte des infrastructures et de l'occupation des sols en 2018 (CLC) de la commune.

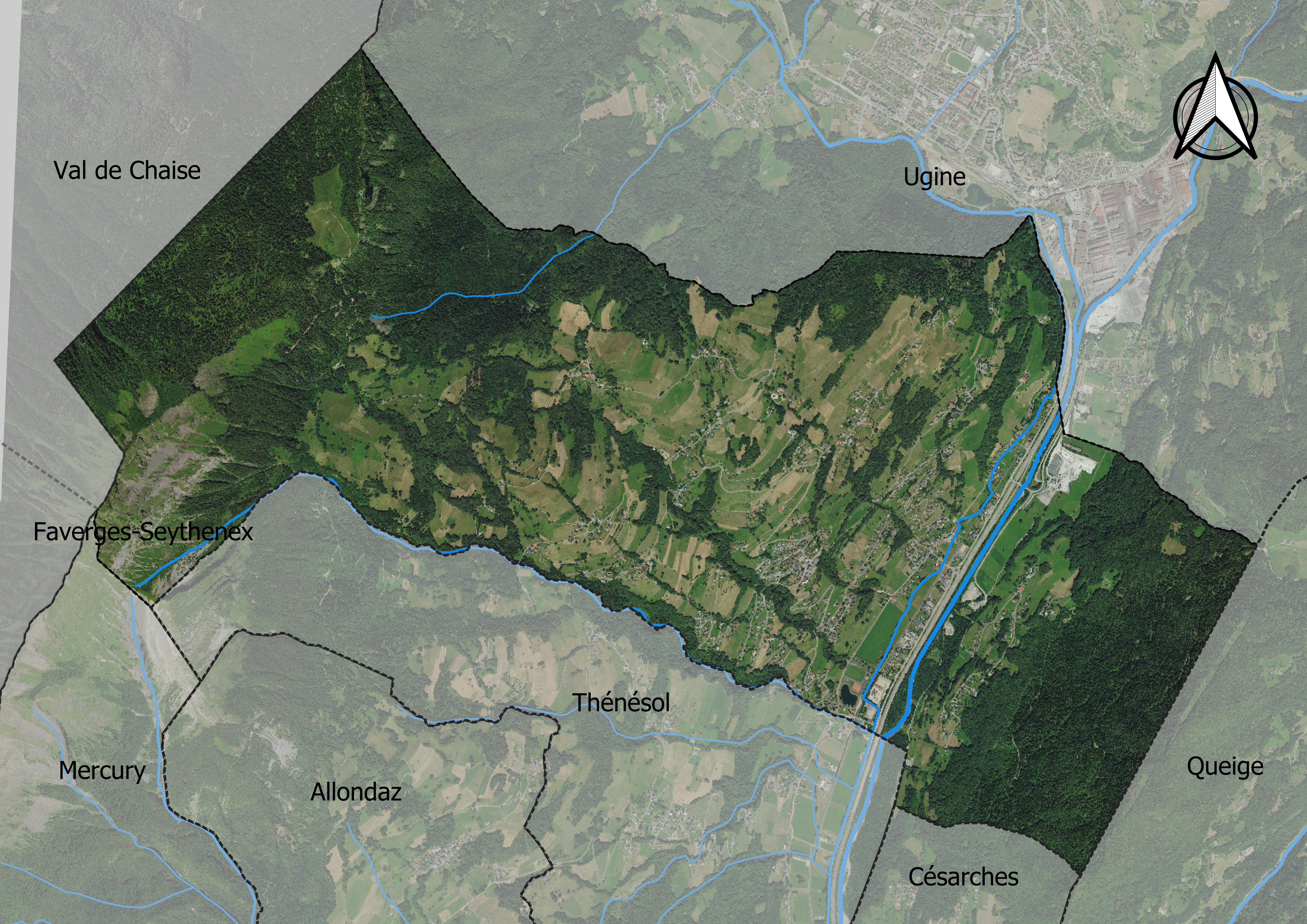
Carte orthophotogrammétrique de la commune.

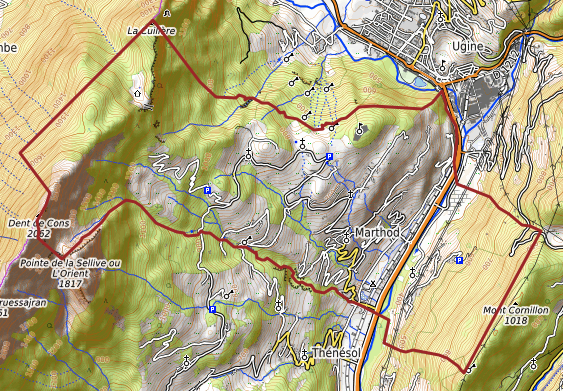
Carte topographique de la commune en 2021.

### Typologie
Au 1er janvier 2024, Marthod est catégorisée bourg rural, selon la nouvelle grille communale de densité à sept niveaux définie par l'Insee en 2022.
Elle appartient à l'unité urbaine d'Ugine, une agglomération intra-départementale regroupant trois communes, dont elle est une commune de la banlieue,,. Par ailleurs la commune fait partie de l'aire d'attraction d'Albertville, dont elle est une commune de la couronne,. Cette aire, qui regroupe 30 communes, est catégorisée dans les aires de 50 000 à moins de 200 000 habitants,.

### Occupation des sols
L'occupation des sols de la commune, telle qu'elle ressort de la base de données européenne d’occupation biophysique des sols Corine Land Cover (CLC), est marquée par l'importance des forêts et milieux semi-naturels (61 % en 2018), une proportion sensiblement équivalente à celle de 1990 (61,8 %). La répartition détaillée en 2018 est la suivante : 
forêts (52,3 %), prairies (16,5 %), zones agricoles hétérogènes (12,7 %), zones urbanisées (7,7 %), espaces ouverts, sans ou avec peu de végétation (5,5 %), milieux à végétation arbustive et/ou herbacée (3,1 %), zones industrielles ou commerciales et réseaux de communication (2,1 %).
L'IGN met par ailleurs à disposition un outil en ligne permettant de comparer l’évolution dans le temps de l’occupation des sols de la commune (ou de territoires à des échelles différentes). Plusieurs époques sont accessibles sous forme de cartes ou photos aériennes : la carte de Cassini (XVIIIe siècle), la carte d'état-major (1820-1866) et la période actuelle (1950 à aujourd'hui).

### Morphologie urbaine
Marthod a la particularité d'avoir ses plus de 1 400 habitants très dispersés sur les près de 15 km2 de la commune, ceci pour plusieurs raisons :
- en Savoie, l'habitat est traditionnellement dispersé à cause de la pauvreté des terres ;
- véritable balcon sur le Val d'Arly, la commune est à la fois accessible et très bien ensoleillée (on y trouve des pommiers jusqu'à 900 m d'altitude).

### Habitat et logement
En 2020, le nombre total de logements dans la commune était de 655, alors qu'il était de 667 en 2015 et de 599 en 2010.
Parmi ces logements, 89,1 % étaient des résidences principales, 6 % des résidences secondaires et 4,9 % des logements vacants. Ces logements étaient pour 91,6 % d'entre eux des maisons individuelles et pour 8,2 % des appartements.
Le tableau ci-dessous présente la typologie des logements à Marthod en 2020 en comparaison avec celle de la Savoie et de la France entière. Une caractéristique marquante du parc de logements est ainsi une proportion de résidences secondaires et logements occasionnels (6 %) inférieure à celle du département (37 %) et à celle de la France entière (9,7 %). Concernant le statut d'occupation de ces logements, 84,8 % des habitants de la commune sont propriétaires de leur logement (83,3 % en 2015), contre 60,2 % pour la Savoie et 57,5 pour la France entière.
| Typologie                                               | Marthod | Savoie | France entière |
| ------------------------------------------------------- | ------- | ------ | -------------- |
| Résidences principales (en %)                           | 89,1    | 57     | 82,1           |
| Résidences secondaires et logements occasionnels (en %) | 6       | 37     | 9,7            |
| Logements vacants (en %)                                | 4,9     | 6      | 8,2            |

### Voies de communication et transports
.

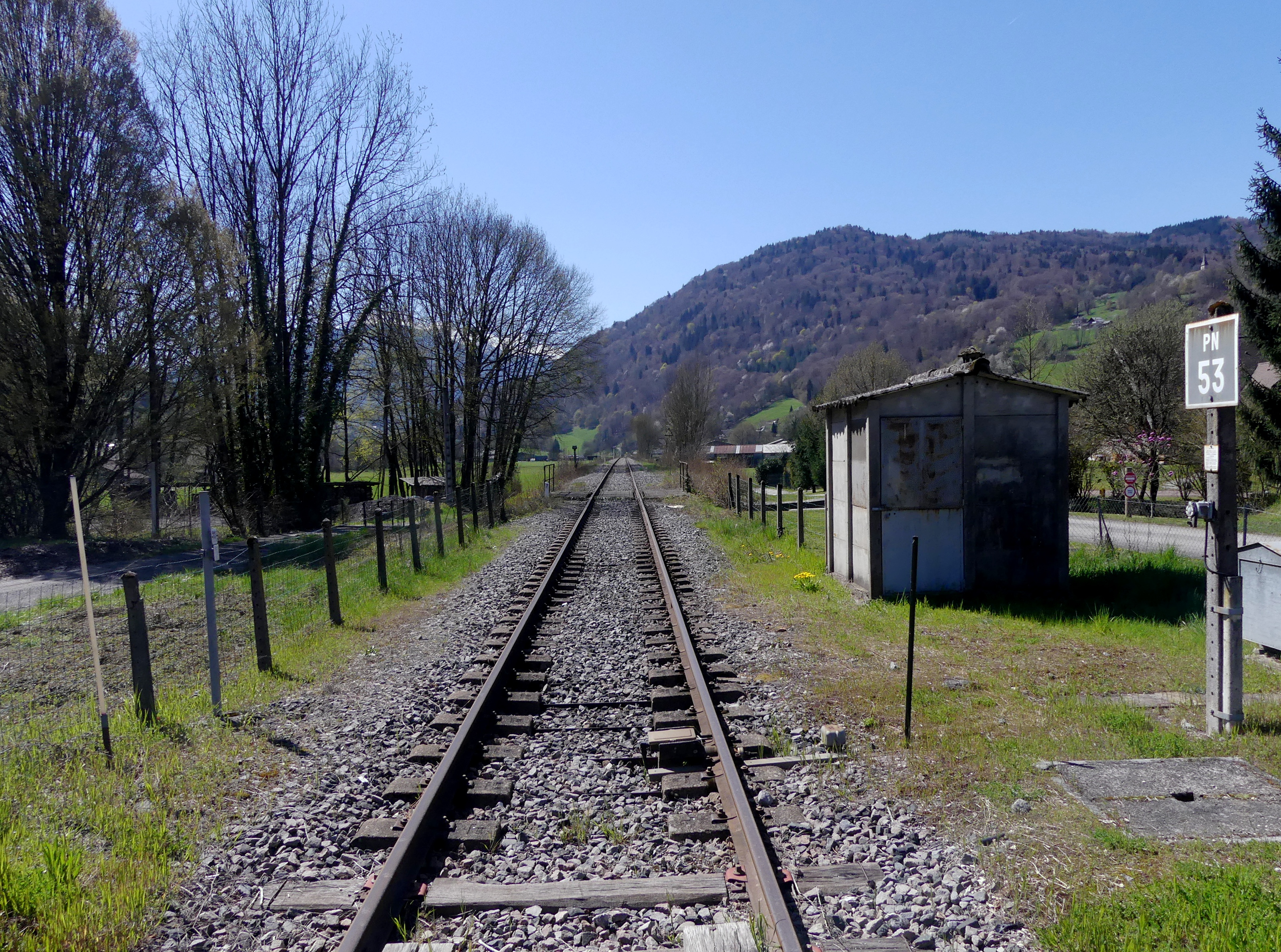
La ligne de chemin de fer à Marthod

La commune est desservie par l’importante RD 1212 qui la relie notamment à Ugine et au Lac d'Annecy, d'une part, et à Albertville d'autre part.
La commune est traversée par la ligne d'Annecy à Albertville, mais la halte de Marthod est fermée depuis 1938, et la ligne ne sert plus qu'au trafic fret .

## Toponymie
La première mention du nom Marthod apparaît vers la fin du XIIe siècle sous la forme l'Ecclesia de Marthodo, d'après Mémoires pour l'histoire ecclésiastique des diocèses de Savoie (1759) de Joseph-Antoine Besson. Aux XIIIe siècle et XIVe siècles, on trouve Petrus de Marthodo (1286), Prioratus de Martou (1317), Ecclesia de Martodo ou encore Supra Marthoudum (1358).
Selon le chanoine Gros, le nom proviendrait d'un patronyme d'origine germanique Marthoaldus, qui reprend le cartulaire de Cluny,.
En francoprovençal, le nom de la commune s'écrit Martou, selon la graphie de Conflans.
En 1765, un Louis Marthod est mentionné à Chambéry ou encore un Jacques Marthod dans la commune. Il y a encore de nos jours une famille Pignard-Marthod, ce patronyme ayant pu être abrégé en "Marthod" selon une coutume du XVIIIe siècle.
Signification de noms de lieux-dits ou toponymes
- Balme : indique la présence de cavités naturelles sous la roche à La Balmette[17]. Selon l'abbé Poncet, elle serait le lieu où Jean le Baptiste est censé avoir eu des biens[18]. Il y a d'ailleurs une autre grotte de Balme dans l'Isère où l'on vénère le saint.
- les Bois : nom donné au hameau habité par la famille Michel-Boëx. Aimé Michel dit Boëx vivait à Marthod vers l'an 1300. Il est fait référence dans les archives paroissiales à des membres de cette famille sous la forme Michel-Bois au XVIIIe siècle[16]. Le nom a aussi été prononcé "Boé" (sans prononcer le X en francoprovençal) voulant dire "bois".

## Histoire
Long procès (environ 500 ans) opposants les communiers de Marthod et ceux de Marlens concernant l'alpage de l'Alpettaz
Incendie du Villard dans la nuit du 28 au 29 novembre 1924 : 14 maisons détruites (et la chapelle dont la cloche s'est fendue en tombant), 600000 frs de dégâts.
La commune, au début des années 1980, comptait pas moins de 418 ha de forêt pour 1 478 ha, notamment avec la forêt de Cornillon.

## Politique et administration

### Rattachements administratifs et électoraux

#### Rattachements administratifs
La commune se trouve depuis 1860, époque de l'Annexion de la Savoie, dans l'arrondissement d'Albertville du département de la Savoie.
Elle faisait partie de la même date jusqu'à 1973 du canton d'Albertville, année où elle est rattachée au canton d'Ugine. Dans le cadre du redécoupage cantonal de 2014 en France, cette circonscription administrative territoriale a disparu, et le canton n'est plus qu'une circonscription électorale.

#### Rattachements électoraux
Pour les élections départementales, la commune fait partie depuis 2014 d'un nouveau canton d'Ugine porté de 8 à 16 communes.
Pour l'élection des députés, elle fait partie de la deuxième circonscription de la Savoie.

### Intercommunalité
Marthod était membre de la communauté de communes de la région d'Albertville, un établissement public de coopération intercommunale (EPCI) à fiscalité propre créé fin 2002 et auquel la commune avait transféré un certain nombre de ses compétences, dans les conditions déterminées par le code général des collectivités territoriales.
Dans le cadre des dispositions de la loi portant nouvelle organisation territoriale de la République du 7 août 2015, qui prévoit que les établissements publics de coopération intercommunale (EPCI) à fiscalité propre doivent avoir un minimum de 15 000 habitants, cette intercommunalité a fusionné avec ses voisines pour former, le 1er janvier 2017, la communauté d'agglomération Arlysère, dont est désormais membre la commune.

### Liste des maires
| Période                                  | Période                        | Identité              | Étiquette | Qualité                                                                                          |
| ---------------------------------------- | ------------------------------ | --------------------- | --------- | ------------------------------------------------------------------------------------------------ |
| Les données manquantes sont à compléter. |                                |                       |           |                                                                                                  |
|                                          |                                |                       |           |                                                                                                  |
| 1860                                     |                                | François Dunand-Henri |           |                                                                                                  |
|                                          |                                |                       |           |                                                                                                  |
| juin 1995                                | mars 2008                      | Michel Poencin        | PCF       | Retraité de la métallurgie                                                                       |
| mars 2008                                | 2010                           | Claude Barrioz        |           | Directeur d'écoles                                                                               |
| 2010                                     | 2014                           | Jean-Paul Carcey      |           | Métallurgiste                                                                                    |
| 2014                                     | avril 2016                     | Denis Hennequin       | SE        | Tenancier de débit de boissons Mandat écourté par la démission d'une partie du conseil municipal |
| avril 2016                               | août 2023                      | Franck Roubeau        |           | Professeur d'Histoire/géographie Démissionnaire                                                  |
| septembre 2023                           | En cours (au 30 novembre 2023) | Virginie Vernaz       |           |                                                                                                  |

- Edmond Hemery, secrétaire de mairie à Ugine ;
- Jean Crouau ;
- Armand Deville-Cavellin ;
- Monsieur Pillet ;
- Jean-Claude Broustal.

## Population et société

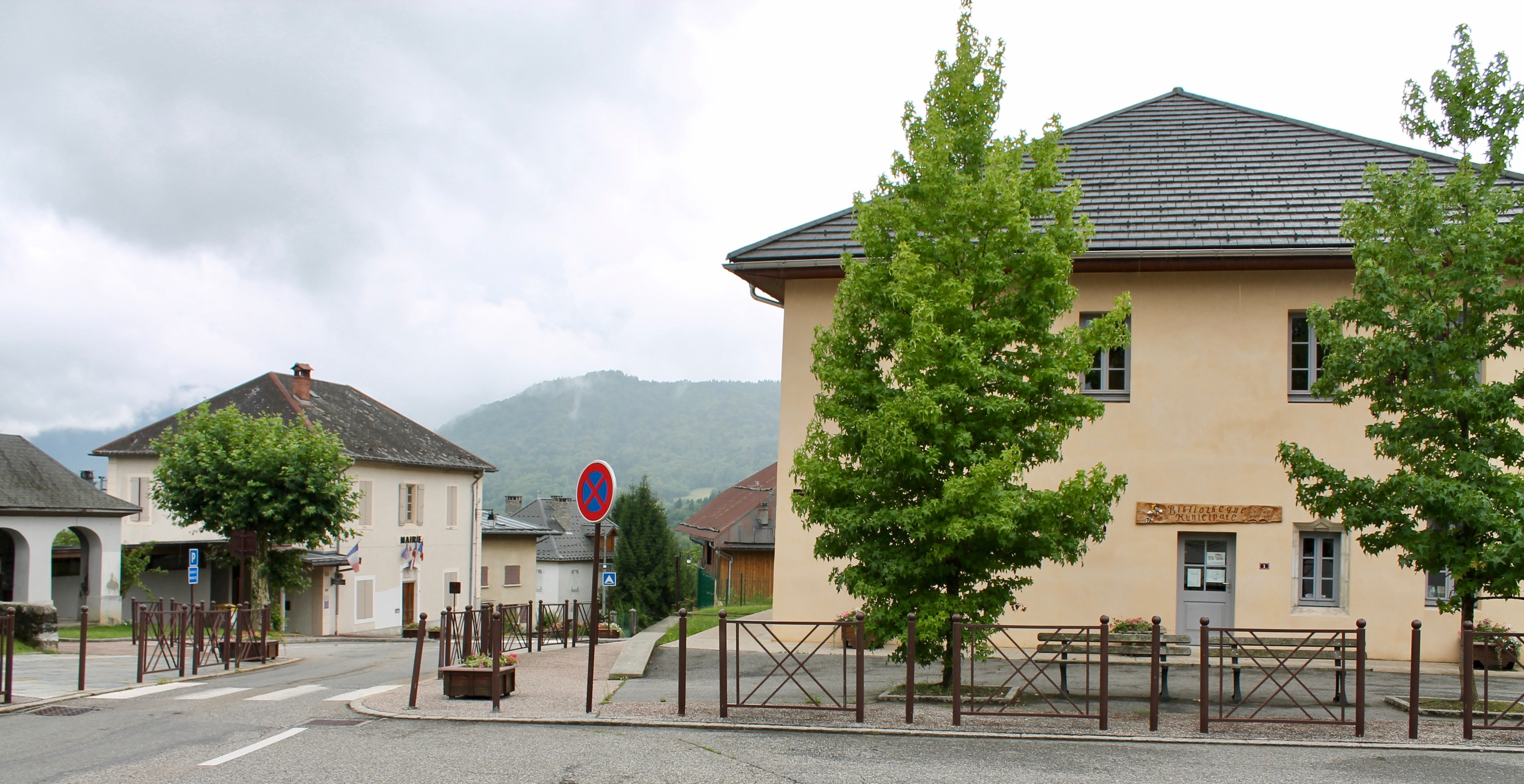
Mairie (à gauche) et bibliothèque municipale (à droite).

### Démographie
Les habitants de la commune sont appelés les Martholains.
L'évolution du nombre d'habitants est connue à travers les recensements de la population effectués dans la commune depuis 1793. Pour les communes de moins de 10 000 habitants, une enquête de recensement portant sur toute la population est réalisée tous les cinq ans, les populations de référence des années intermédiaires étant quant à elles estimées par interpolation ou extrapolation. Pour la commune, le premier recensement exhaustif entrant dans le cadre du nouveau dispositif a été réalisé en 2008.

En 2022, la commune comptait 1 342 habitants, en évolution de −2,26 % par rapport à 2016 (Savoie : +3,63 %, France hors Mayotte : +2,11 %).
| 1793  | 1800  | 1806  | 1822  | 1858 | 1861 | 1866  | 1872 | 1876  |
| ----- | ----- | ----- | ----- | ---- | ---- | ----- | ---- | ----- |
| 1 093 | 1 000 | 1 083 | 1 280 | 997  | 983  | 1 035 | 955  | 1 107 |

| 1881 | 1886 | 1891 | 1896 | 1901 | 1906 | 1911 | 1921 | 1926 |
| ---- | ---- | ---- | ---- | ---- | ---- | ---- | ---- | ---- |
| 830  | 829  | 848  | 809  | 815  | 793  | 828  | 844  | 742  |

| 1931 | 1936 | 1946 | 1954 | 1962 | 1968 | 1975  | 1982  | 1990  |
| ---- | ---- | ---- | ---- | ---- | ---- | ----- | ----- | ----- |
| 729  | 766  | 817  | 799  | 866  | 915  | 1 048 | 1 145 | 1 293 |

| 1999  | 2006  | 2008  | 2013  | 2018  | 2022  | - | - | - |
| ----- | ----- | ----- | ----- | ----- | ----- | - | - | - |
| 1 276 | 1 353 | 1 376 | 1 384 | 1 360 | 1 342 | - | - | - |

### Manifestations culturelles et festivités
La race de mouton Thônes et Marthod est la principale vedette de la fête pastorale qui se tient tous les derniers dimanches de septembre à Marthod et dont la 22e édition a eu lieu en 2023. Grâce au dynamisme du comité des fêtes et de ses bénévoles (environ 200), les éleveurs d'ovins et de caprins de toute la France peuvent venir exhiber, vendre ou acheter leurs plus belles bêtes.
Cette fête pastorale rassemble plus de 600 ovins et caprins, accompagnés de leurs éleveurs et de leurs bergers : les concours de races et la foire aux brebis et aux reproducteurs attirent plusieurs milliers de curieux qui viennent aussi partager le repas champêtre (plus de 1000 repas servis), participent aux animations et s'approvisionnent auprès de la cinquantaine d'artisans et producteurs locaux[réf. nécessaire].

### Sports et Loisirs
- Football : 
L'activité sportive phare à Marthod est le football. Le Marthod Sport porte haut les couleurs du village dans toute la Savoie car celui-ci évoluait dans l'élite départementale durant la saison 2007-2008. Le club, fondé en 1972, avait déjà connu un tel niveau entre 1995 et 1997 mais 2 descentes consécutives avaient fait tomber le club en 1re division de district. 
Bien qu'ayant assuré son maintien sur le terrain, Marthod est rétrogradé en Promotion Excellence en juin 2008 après une victoire récupérée sur tapis-vert par son poursuivant. Après une saison mitigée et une nouvelle descente, l'équipe fanion évolue désormais en 1re division de district.
L'équipe réserve quant à elle se bat depuis plusieurs saisons[C'est-à-dire ?] pour s'extirper de la 3e division.
- Randonnées pédestres : 
  - La Dent de Cons, la Pointe de la Sellive ou le Fort de la Batterie depuis le parking des Rafforts ;
  - Sentiers Botanique de Combe Céros ;
  - Forêt de Cornillon et ruines du château médiéval sur le versant des Ratelières.

### Vie associative
Marthod a une vie associative très riche grâce au dynamisme des bénévoles locaux. Le nombre d'associations est relativement important pour une commune de cette taille, et le nombre de bénévoles potentiellement mobilisables est important.
Liste des associations
(non exhaustive)
- Histoire & Traditions[38]
- Comité des Fêtes

Ces 2 associations sont les plus importantes, et ont une capacité de mobilisation de plus de 200 personnes sur certains événements
- Anciens combattants
- Trans Service : covoiturage associatif au service de personnes à mobilité réduite
- Sou des Écoles : association des parents d'élèves
- Anciens de Chantemerle : association de retraités
- Passions récréatives : loisirs créatifs (broderie, tricot, crochet, couture, peinture...)
- Art-Loisir-Passion : loisir créatif autour du bois (sculpture, ébénisterie...)
- Rucher des Allobroges : rucher école
- Marthod-Sport : football
- Pour que Vive le Fort de la Batterie : réhabilitation du blokhaus à l'Alpettaz
- Gymnastique
- Danse de salon
- Comité paroissial
- Les Voix de mon Village : chorale
- Société de pêche et de gestion du plan d'eau de la Plaine
- Echo de Cornillon : batterie-fanfare
- La Fine et la Norine : spectacle vivant
- Le Café de la Justine : café associatif

Associations en veille :
- Amicale des Sapeurs-Pompiers
- Joyeux de Cornillon : groupe folklorique
- Commune d'avenir : divers culturel et sportif en direction de la jeunesse (ping-pong, tennis...)

## Économie

### Tourisme
Située au centre géographique des deux Savoie, Marthod est bien placée pour découvrir les 2 départements.
Tout d'abord avec des points d'intérêt locaux : une taillanderie (forge ancienne dédiée aux outils de coupe) qui se visite et où se pratiquent des démonstrations, un porche d'église remarquable classé monument historique et de très nombreuses fermes anciennes flanquées de leurs greniers et de leurs fours banaux (fours à pain collectifs) dont certains encore en activité.
Située aux abords du parc naturel régional du Massif des Bauges, Marthod est sillonnée par de nombreux sentiers pédestres dont la plupart ont vue sur le mont Mirantin et le mont Blanc. Les sentiers les plus connus sont ceux du Fort de la Batterie, un fort restauré par une équipe de sympathiques bénévoles, et du Creux du Cayon, sentier emprunté par les courageux randonneurs s'attaquant à la Dent de Cons. Des sentiers conduisent aussi aux ruines de l'ancien château de Cornillon depuis les Ratelières et depuis le col de la Forclaz.
Au 1er janvier 2017, l'Insee indique que la commune de Marthod ne possède aucune capacité hôtelière. La commune ne dispose pas de campings. L'organisme promotionnel Savoie Mont Blanc estimait en 2016 que la capacité d'accueil de la commune était de 200 lits touristiques répartis dans 40 établissements. L'hébergement touristique dispose d'un meublé de tourisme.
Une piste cyclable construite sur l'ancienne ligne de chemin de fer relie Ugine à la voie verte du lac d'Annecy ; cette ancienne ligne de chemin de fer disposait d'une halte sur la commune.. Une autre piste cyclable va du camping d'Albertville à Venthon, construite en partie sur l'ancienne usine de Venthon démolie.

### Agriculture
- Élevage bovin : races Tarine et Abondance principalement ;
- Élevage caprin : race alpine ;
- Élevage ovin : race Thônes et Marthod, race de conservation devenue rare sur la commune
- Verger : pommiers principalement ainsi que poiriers et cerisiers
- Vignoble : en constante régression pour quasiment disparaître aujourd'hui[C'est-à-dire ?] (une seule production familiale avérée)

Présence de productions valorisées AOC comme le Chevrotin (fromage de chèvre) ou encore la Tome des Bauges (mais sans avoir de coopérative à proximité). Par ailleurs, la commune est située en limite de zone Reblochon (Ugine) et Beaufort (Queige) sans y être incluse.

## Culture et patrimoine

### Lieux et monuments
- Église et chapelles :
  - Église Saint-Jean-Baptiste et son portail roman classé  Classé MH (1950)[40],[41]. Cet édifice a été réalisé en 1770[21].
  - Chapelle Saint-François-de-Sâles et Sainte-Jeanne-de-Chantal aux Ratelières.
  - Chapelle de Bulles du Haut Saint-Jean-Baptiste, Saint-Germain et un 3e (peut-être Saint-Joseph).
  - Chapelle Saint-Antoine du Villard.

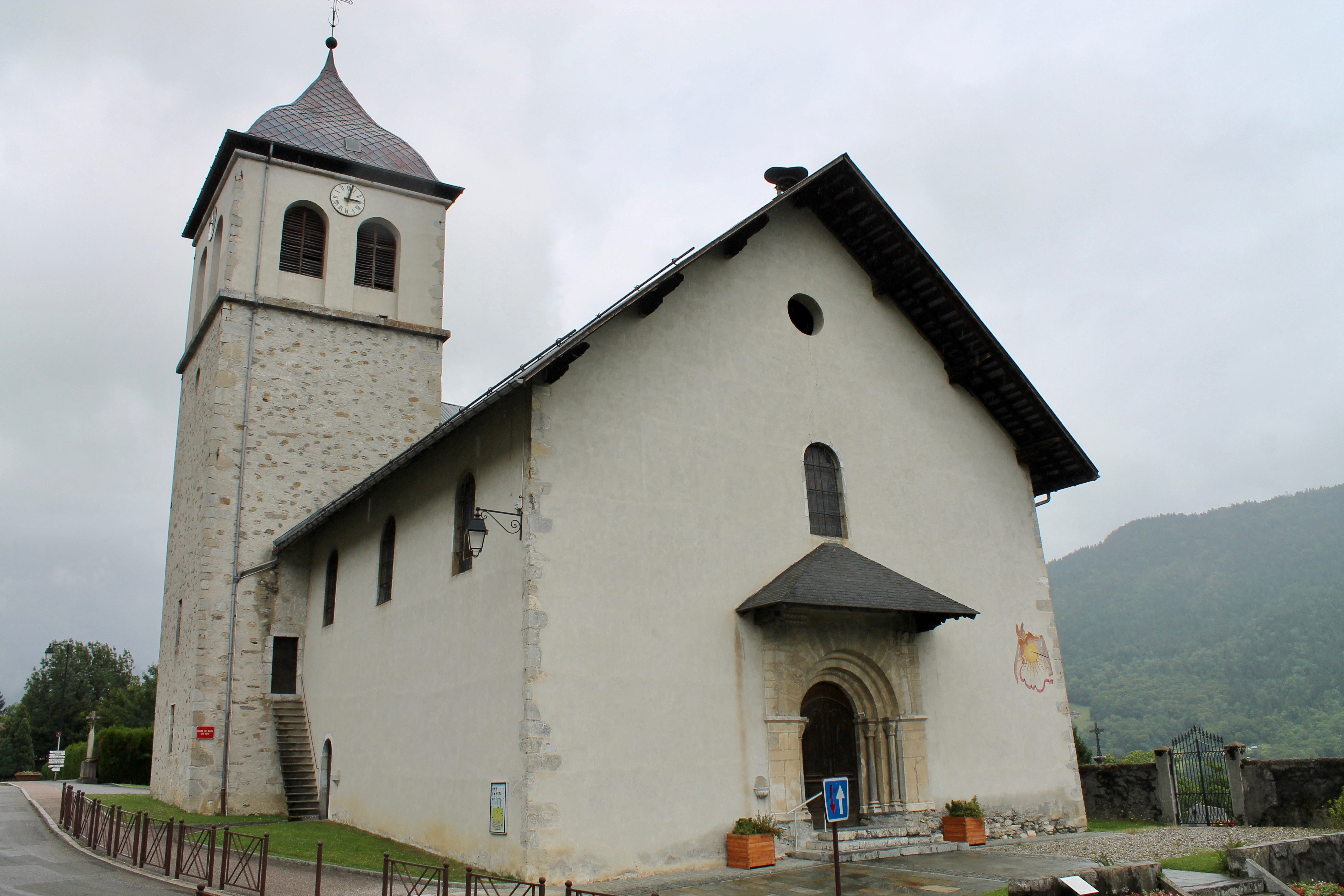
Profil de l'église Saint-Jean-Baptiste.
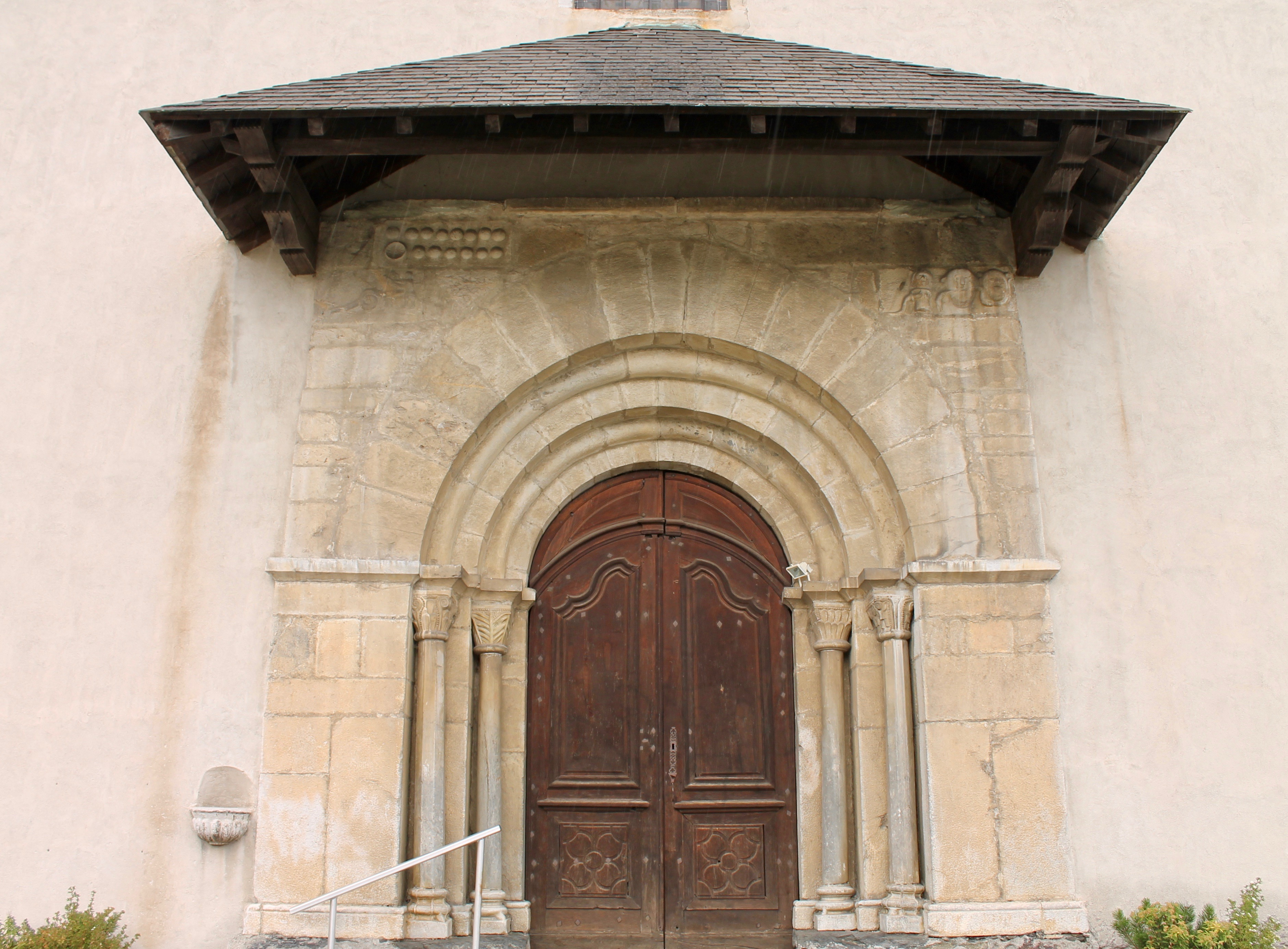
Portail roman (XIIe siècle) de l'église.
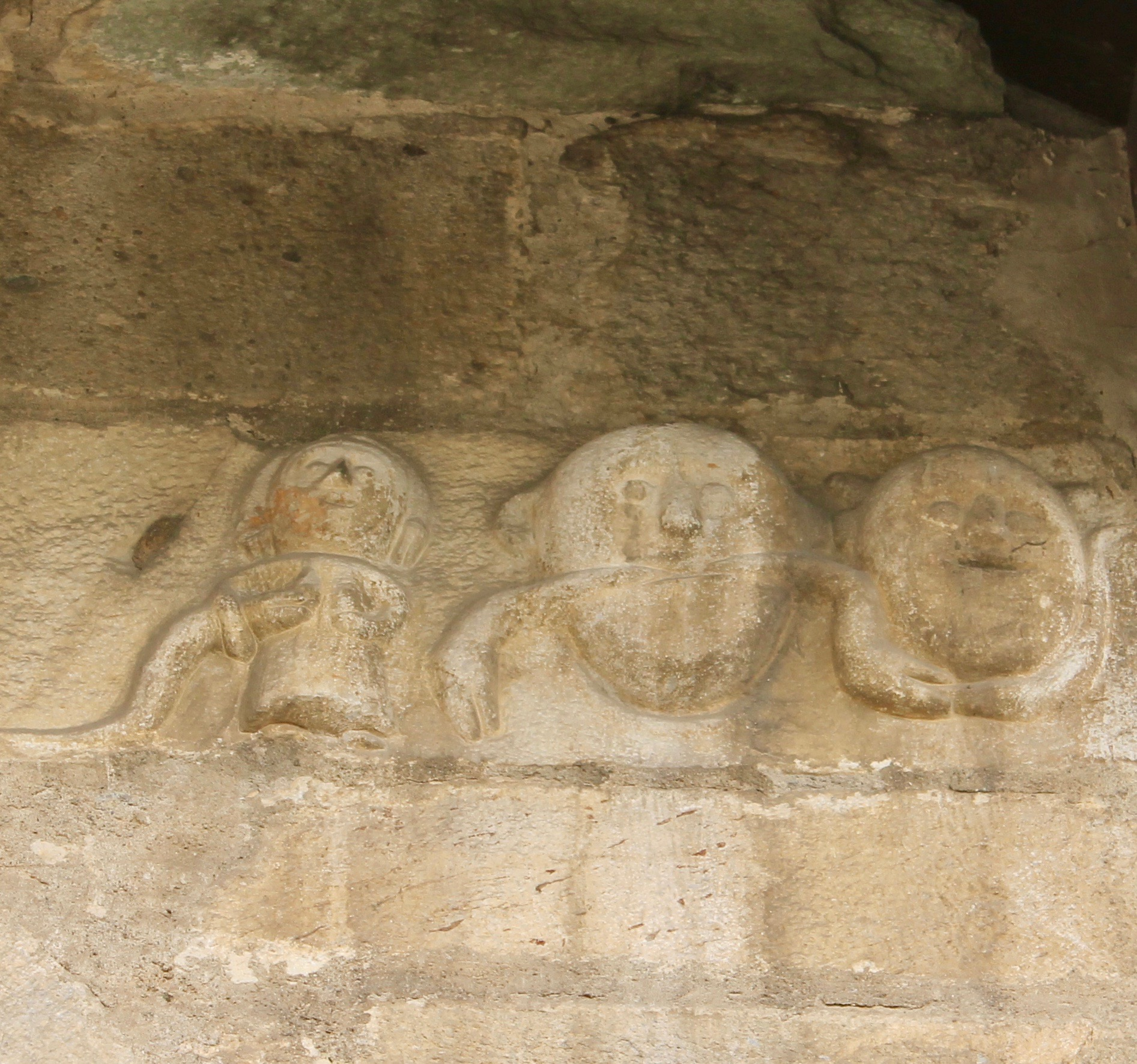
Détails (trois masques ?) du portail roman (XIIe siècle) de l'église.
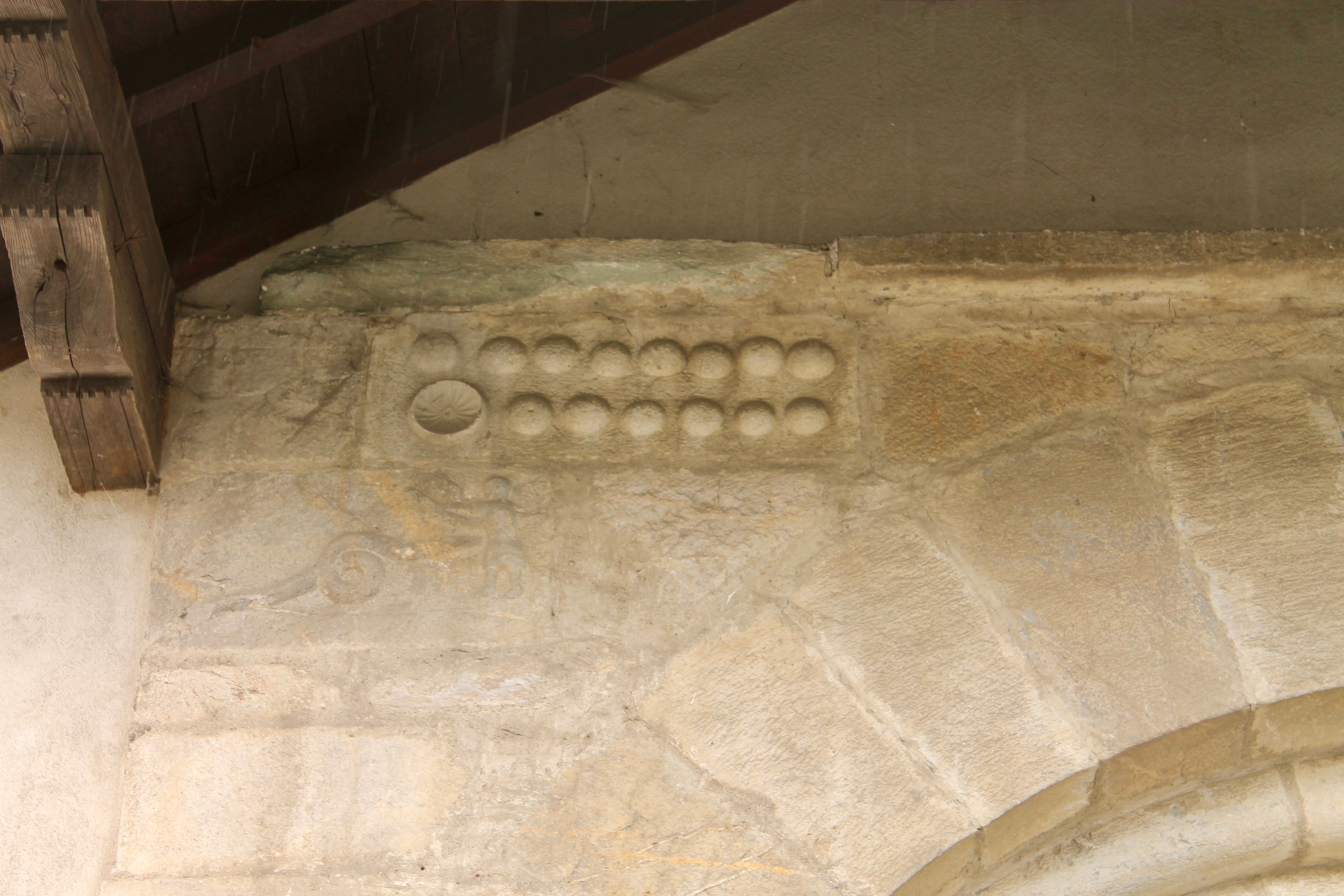
Détail du portail roman (XIIe siècle) de l'église.
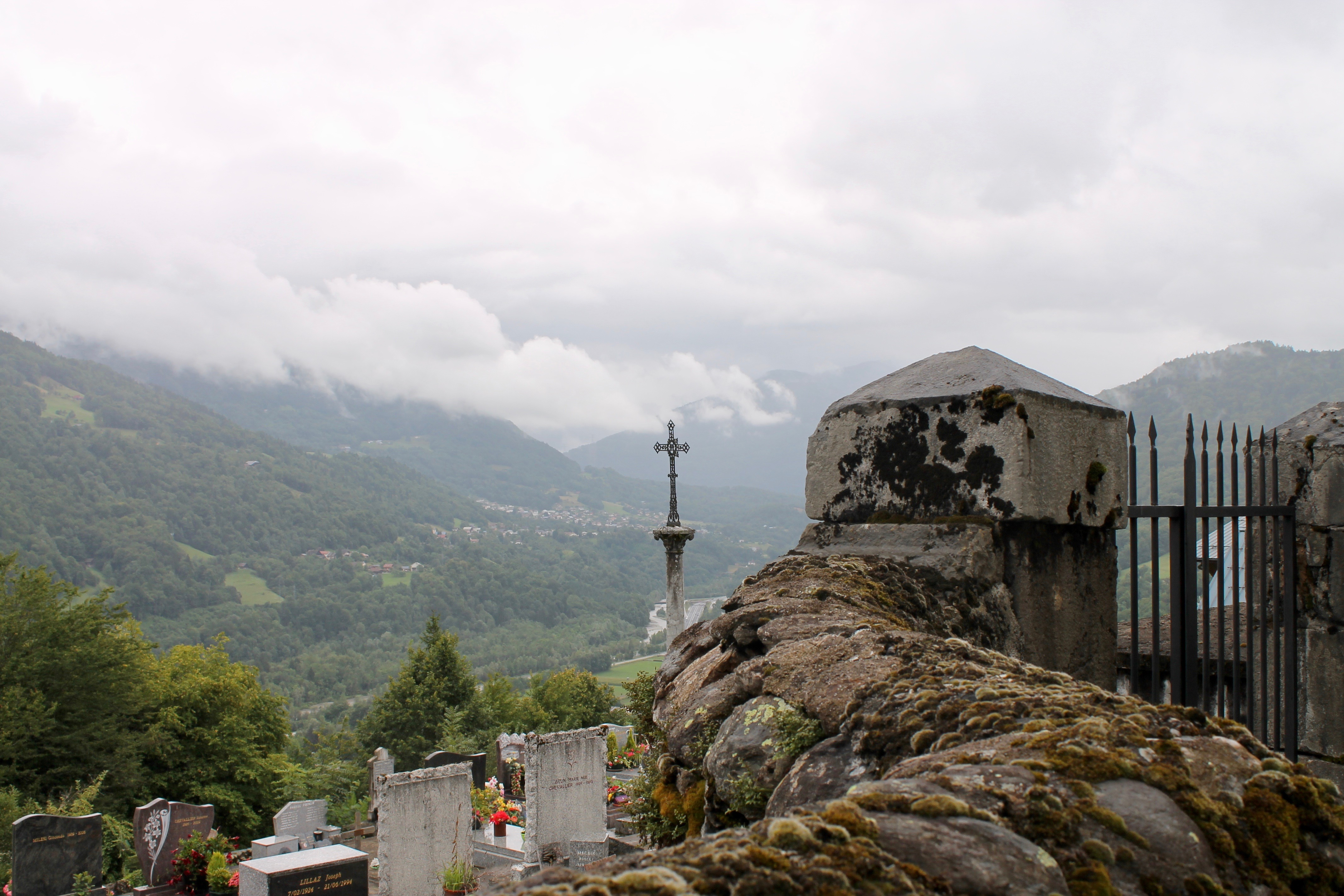
Cimetière

- Fortifications du XIXe siècle : 
Il existe deux forts à Marthod faisant partie du système Séré de Rivières :
  - le premier, appelé fort de la Batterie, est un blockhaus restauré en 1998 par une association. Il se situe sur les hauteurs, à 1 440 m d'altitude, au-dessus du col de l'Alpettaz. Orienté face au mont Blanc, il domine la vallée d'Ugine. Le site peut être visité le week-end.
  - le second, appelé fort de l'Estal (L'Estale, Lestal), se situe près des hameaux de Bulles et de la Combaz. C'est une propriété privée, qui n'est pas accessible au public et est laissée à l'abandon[42].
Le collectif Art-Terre s'efforce d'y organiser un programme d'animations, le festival des Rencontres de l’Instant[43],[44].

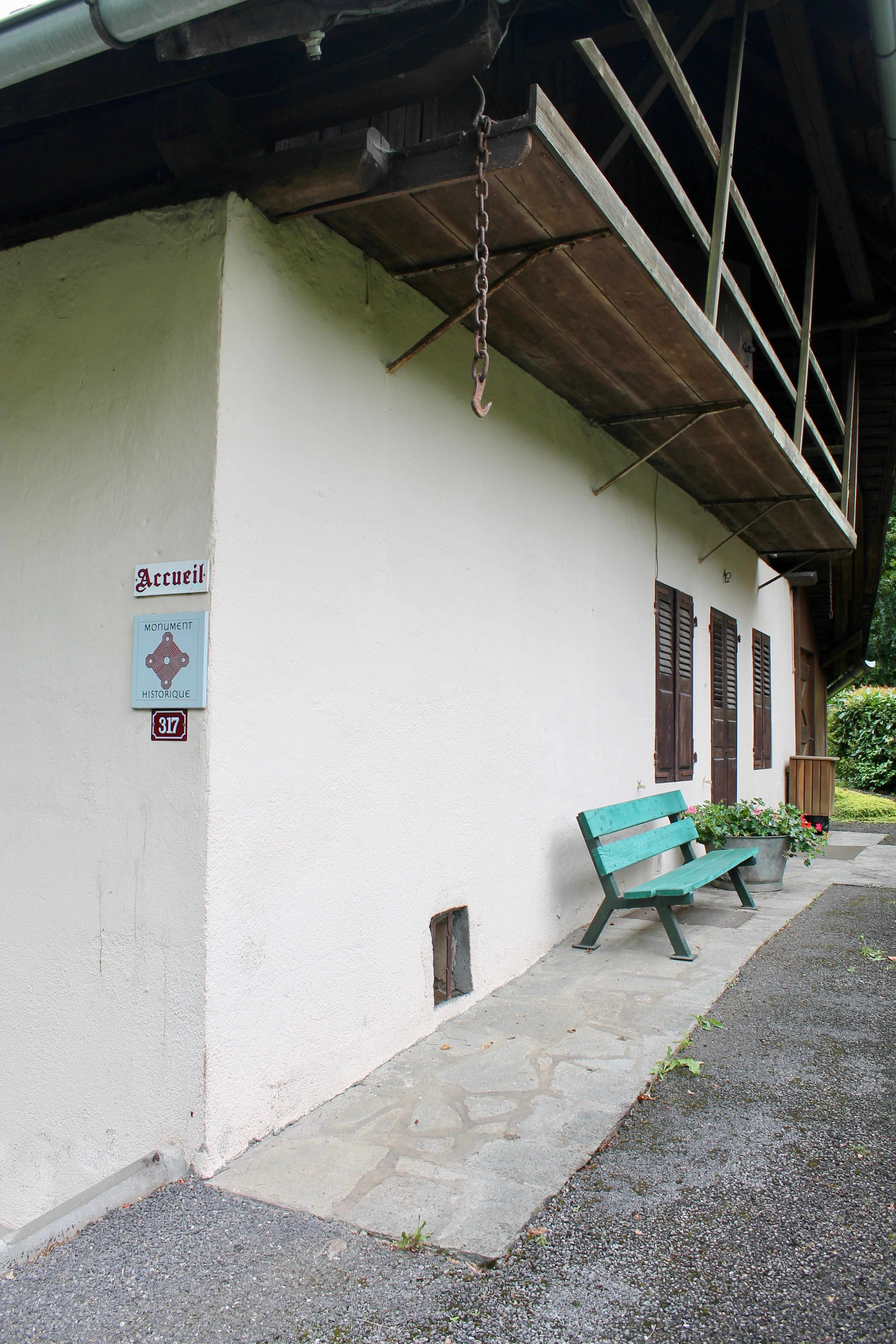
Entrée du musée de la Taillanderie.

- Musée de la Taillanderie : 
En bas de Marthod (lieu-dit l'Epignier), subsiste une forge spécialisée dans la fabrique des outils tranchants et pointus (haches, faux, linguelles, pics à bois, goyardes...) : la Taillanderie Busillet  Inscrit MH (1995)[45].
Elle a cessé son activité commerciale vers 1995 mais continue à fonctionner comme musée vivant[46]. Elle est ouverte, en été, tous les jours de 14h à 17h sauf les lundis et mardis et on peut y voir fonctionner le lourd martinet (environ 100 kg) entraîné par une turbine hydraulique fabriquée dans les années 1870. Ce que l'on appelle la Taillanderie Busillet appartenait auparavant à la famille Hemery-Dufoug (témoignage écrit d'une Hemery-Dufoug qui consultait les archives à Chambéry).

### Gastronomie
Les spécialités gastronomiques de Marthod sont les gourres (remis à l'honneur par l'association Histoire & Traditions) et les tacons (disponibles sur les stands de la fête pastorale, fin septembre), mais aussi les pormoniers et bien d'autres recettes de la gastronomie savoyarde.
Les gourres sont fabriquées à base de pommes de terre cuites en robe des champs. Écrasées en purée puis roulées en forme de quenelle (après mélange avec œufs et lardons), elles sont ensuite cuites dans un bouillon (à base de jus de cuisson de viande de porc). Leur remontée à la surface indique qu'elles sont prêtes à être dégustées. Les gourres peuvent être servies avec du porc salé (palette, diots (= saucisses de Savoie), côtis) ou des pormoniers.

### Personnalités liées à la commune
- Maurice Pignard-Péguet (1855-1926), natif, historien local, journaliste et universitaire.
- Aurélien Dunand-Pallaz (1992-) : traileur, vice-champion d'Europe de skyrunning 2017 en Ultra SkyMarathon et champion de France de trail 2018. Le 6 septembre 2020, il devient recordman du monde de 24 heures de dénivelé positif. Il effectue 81 fois la même montée à Marthod sur la piste forestière entre le Parking des Rafforts et l'Alpettaz, près du Fort de la Batterie. Il a totalisé ce jour-là 17 217 m de dénivelé positif cumulé[49].